# Пипери
Пипе́ри (греч. Πιπέρι) — необитаемый остров в Греции. Расположен к юго-востоку от Китноса в проливе Серифос Эгейского моря в 18 морских милях от порта Мерихас на Китносе. Входит в сообщество Дриопис в общине Китнос в периферийной единице Кея-Китнос в периферии Южные Эгейские острова.